# ميركوسور
السوق المشتركة الجنوبية (بالإسبانية: Mercado Común del Sur)‏, (بالبرتغالية: Mercado Comum do Sul‏) وتعرف باختصار ميركوسور هو اسم تجمع لدول المخروط الجنوبي بأميركا اللاتينية في إطار اقتصادي أو بمعنى أصح تكتل اقتصادي تمثل تلك الدول شأنها بذلك شأن رابطة آسيان.
وتتألف هذه الرابطة من الأرجنتين والبرازيل والأوروغواي وباراغواي أما فنزويلا فليست عضواً كاملاً كذلك بوليفيا ودولاً كثر في أمريكا اللاتينية.
تضم 250 مليون نسمة مع ناتج محلي إجمالي يبلغ   5 تريليون دولار أمريكي.

## وصلات خارجية
- الموقع الرسمي(بالإنجليزية)